# Colobraro
Colobraro – miejscowość i gmina we Włoszech, w regionie Basilicata, w prowincji Matera. Według danych z 31 grudnia 2016 gminę zamieszkiwało 1243 osób.